# Никодим (Пустовгар)
Архиепи́скоп Никоди́м (в миру Николай Григорьевич Пустовгар; 28 декабря 1980, Носовка, Черниговская область) — архиерей Украинской Православной Церкви, архиепископ Любечский, викарий Черниговской епархии УПЦ.
Тезоименитство — в Неделю жен мироносиц.

## Биография
Родился 28 декабря 1980 года в семье рабочих в городе Носовка Черниговской области
В 1987—1996 годах учился в средней школе № 2 в Носовке.
В 1996 году поступил в Черниговское духовное училище. В 1999 году был принят на второй курс Почаевской духовной семинарии.
С 2002 по 2005 год был насельником Свято-Успенской Почаевской Лавры, где нёс послушание на клиросе, трапезной и просфорне.
В 2005 году перешел в Спасо-Преображенский Новгород-Северский монастырь Черниговской епархии.
18 декабря 2005 года архимандритом Владимиром (Мельником) пострижен в монашество с наречением имени Никодим в честь в честь праведного Никодима.
24 марта 2006 года епископом Черниговским и Нежинским Амвросием (Поликопой) рукоположен в сан иеродиакона. 2 апреля того же года тем же архиереем рукоположен в сан иеромонаха.
10 октября 2006 года назначен на должность благочинного Спасо-Преображенского Новгород-Северского монастыря Черниговской епархии.
27 июля 2007 года решением Священного Синода УПЦ назначен на должность наместника монастыря и награжден наперсным крестом. 20 августа того же года в Спасо-Преображенском монастыре Новгород-Северского епископом Черниговским и Новгород-Северским Амвросием (Поликопой) возведён в сан игумена.
20 апреля 2011 награждён палицей. 10 апреля 2012 награжден правом ношения креста с украшениями.
С 2012 по 2016 год учился в Киевской Духовной Академии и защитил дипломную работу на тему «История Новгород-Северского Спасо-Преображенского монастыря конец 18-19 в».
30 апреля 2013 года возведён в сан архимандрита.
23 апреля 2019 награжден правом ношения второго креста с украшениями.

### Архиерейство
6 декабря 2019 года Священным синодом УПЦ избран епископом Любечским, викарием Черниговской епархии.
7 декабря 2019 года, в резиденции предстоятеля УПЦ состоялся чин наречения архимандрита Никодима (Пустовгара) во епископа Любечского, викария Черниговской епархии.
17 декабря 2019 года хиротонисан во епископа Любечского, викария Черниговской епархии. Хиротонию совершили: митрополит Киевский и всея Украины Онуфрий (Березовский), митрополит Вышгородский и Чернобыльский Павел (Лебедь), митрополит Бориспольский и Броварской Антоний (Паканич), митрополит Тернопольский и Кременецкий Сергий (Генсицкий), митрополит Херсонский и Таврический Иоанн (Сиопко), митрополит Черниговский и Новгород-Северский Амвросий (Поликопа), митрополит Владимир-Волынский и Ковельский Владимир (Мельник), митрополит Нежинский и Прилукский Климент (Вечеря), архиепископ Боярский Феодосий (Снигирёв), архиепископ Конотопский и Глуховский Роман (Кимович), архиепископ Фастовский Дамиан (Давыдов), епископ Волынский и Луцкий Нафанаил (Крикота), епископ Дионисий (Константинов), епископ Гостомельский Тихон (Софийчук), епископ Барышевский Виктор (Коцаба), епископ Белогородский Сильвестр (Стойчев), епископ Переяслав-Хмельницкий Дионисий (Пилипчук).
17 августа 2024 года возведён в сан архиепископа.